# Mogg Megone, an Indian Romance
Mogg Megone, an Indian Romance è un cortometraggio muto del 1909. Il nome del regista non viene riportato nei credit del film. La sceneggiatura, firmata da Eugene Mullin, è tratta dal poema di John Greenleaf Whittier.

## Trama
Paul Bonythau commercia con gli indiani e quando chiede al capo tribù Mogg Megone di vendergli un pezzo di terra, quest'ultimo rifiuta tutte le offerte che gli fa il mercante. Alla fine i due si mettono d'accordo: Bonythau potrà avere il terreno se cederà a Mogg Megone sua figlia Ruth. Quando la ragazza viene a sapere del patto, è terrorizzata e rifiuta categoricamente di sposare l'indiano che si è recato alla capanna di Bonythau insieme a un compagno. Dopo grandi bevute, Mogg Malone cade a terra, ubriaco fradicio. Ruth chiede al padre di salvarla da quell'orrendo destino, incontrando il suo rifiuto. Disperata, prende il coltello dalla cintura del padre e uccide l'indiano. Faldone, l'altro indiano, corre dalla sua gente. Mentre Ruth si reca da un padre gesuita per confessarsi, gli indiani attaccano la casa di Bonythau che viene data alle fiamme. Poi si mettono sulle tracce della ragazza. Ne ritroveranno il corpo sulle rive del fiume Saco.

## Produzione
Il film fu prodotto dalla Vitagraph Company of America.

## Distribuzione
Distribuito dalla Vitagraph Company of America, il film - un breve cortometraggio di 119 metri - uscì nelle sale cinematografiche USA il 2 marzo 1909. Nelle proiezioni, veniva programmato con il sistema dello split reel, accorpato in un'unica bobina con un altro cortometraggio prodotto dalla Vitagraph, And His Coat Came Back.